# Trafikföretag
Trafikföretag är ett företag som är intriktat på att köra trafik, till exempel ett bussbolag eller ett taxibolag. Inom kollektivtrafiken är trafikföretaget det företag som rent praktiskt kör trafiken inom ett visst område eller på en viss linje, exempelvis när den handlats upp på entreprenad.

## Transportföretag
Transportföretag är ett företag som ombesörjer transport (förflyttar) gods eller människor mellan olika platser. Containerfartyg är en mycket viktig länk för att erbjuda produkter kontinenter emellan. Flygbolagen ökar i betydelse för persontransporten i takt med globaliseringen. Lastbilar ombesörjer majoriteten av allt inrikes transportarbete, år 2010 gick 86 % av allt transporterat gods i Sverige på lastbil.
År 2013 fanns drygt 23 000 företag i transportbranschen i Sverige, inklusive enskilda firmor, varav 323 företag hade 50 anställda eller fler. Koncentrationen av anställda och nettoomsättning till stora företag har varit långsamt stigande under perioden 1997–2013.